# Colpotrochia cerbera
Colpotrochia cerbera là một loài tò vò trong họ Ichneumonidae.